# U-93号潜艇 (1940年)
U-93号（德語：U 93）是纳粹德国战争海军建造的568艘VII-C型潜艇（或称U艇）之一。它由基尔的日耳曼尼亚船厂承建，于1940年6月8日下水，至同年7月30日交付使用。第二次世界大战期间，该艇曾执行过七次巡逻作战，共击沉8艘同盟国或中立国商船，累积总吨位为43,392吨。1942年1月15日，U-93号在马德拉群岛东北部的北大西洋遭英国驱逐舰赫斯珀洛斯号以深水炸弹击沉，造成艇内6名官兵阵亡、40人幸存。

## 设计
VII-C型是VII级潜艇的第三次、也是最有价值的改进型。它搭载了被称为“S装置”的新式主动声呐系统，为了容纳这种新设备，VII-C型的艇体尺寸有所增加，并重新设计了鞍状水舱，在其两侧各增加了一个可提供储备浮力的小型浮舱，有利于潜艇完成快速下潜。U-93号的全长为67.10米，舷宽6.20米、并有4.74米的吃水深度，水上和水下排水量分别为769吨和871吨。该艇采用双轴设计，具有两副直径为1.23米的三叶螺旋桨。在机械系统方面，VII-C型艇也得到了升级：通过艇上配备的燃油过滤系统，柴油机润滑系统的使用受命得以延长，也为不同润滑剂在艇上机械设备上混合使用留足了余地。原先前型艇用于发射鱼雷和主压载舱吹除操作的电动空气压缩机则改为容克斯的柴动压缩机，从而减小了对艇上电气系统的依赖；此外，该型艇还装配了更为现代化的电力转换系统。动力由两台日耳曼尼亚生产的F46型六缸四冲程1,400匹公制馬力（1,000千瓦特）涡轮增压柴油机用于水面运行，以及两台AEG提供的GU 460/8-276型375匹公制馬力（280千瓦特）双作用电动发电机用于水下航行；水面最高航速17.7節（32.8每小時），水下7.6節（14.1每小時）；能够在水面以10節（19每小時）航速续航8,500海里（15,700），或以4節（7.4每小時）连续在水下航行80海里（150）而无需充电。
武器装备方面，U-93号装备有五具内置式鱼雷发射管——艇艏四具、艇艉一具。其艇艉的鱼雷发射管设计在耐压壳体内部、两片舵之间，鱼雷可以由此向外发射。在轮机舱甲板下方还配备了用于艇艉的鱼雷装填系统，耐压壳体与甲板室之间一前一后还设计有外置鱼雷贮存装置，因此U-93号可携带14枚G7型鱼雷。但不同于其它批次的C型艇，该艇不设水雷贮存及布设装置。此外，它还搭载有一门配备220发弹药的88毫米35式速射炮以及一门配备1,195发弹药20毫米30式高射炮作为甲板炮。其标准船员编制为4名军官及40－56名水兵。

## 历史
1938年5月30日，海军造舰局将首批八艘VII-C型潜艇（U-69至U-70号、U-93至U-98号）的建造合同发包予基尔的日耳曼尼亚船厂。其中U-93号于1939年9月9日开始铺设龙骨，建造序列为598。经过九个月的建造，它于1940年6月8日下水，至同年7月30日在曾担任U-57号艇长的海军上尉克劳斯·科尔特的指挥下交付使用。完成海试后，该艇加入驻基尔的第7潜艇区舰队，先是在波罗的海进行战备训练，进而于1940年10月作为前线艇移驻德占法国的圣纳泽尔，直到1942年1月15日沉没。与当时大多数德国U艇一样，U-93号在瞭望塔上漆有专属的艇徽：一只魔鬼用抄网捕捉一艘英国轮船。
第二次世界大战期间，U-93号曾执行过七次巡逻和五次狼群作战，共击沉8艘同盟国或中立国商船，累积总吨位为43,392吨。

### 作战巡逻
完成战备训练后，科尔特希率领U-93号于1940年10月5日10:08从基尔启程执行首次巡逻。他先是横渡波罗的海，在挪威的克里斯蒂安桑检视新的水雷图，并在卑尔根修复了潜望镜支架，继而前往罗科尔附近的北大西洋游弋。10月15日00:18，隶属OA-228 号护航队的英国货轮胡鲁努伊号（Hurunui）在刘易斯角以西约120海里（220）处遭U-93号以鱼雷击沉。科尔特发射的鱼雷并未击中目标船只，而是击中了胡鲁努伊号的后方，造成两名船员丧生。10月17日03:17，U-93号又向OB-228护航队中一艘6000吨级的船只发射一枚鱼雷，同样没有击中目标，但击中了更远处的挪威货船多卡号（Dokka）。鱼雷直冲右舷的4号货舱尾部，摧毁了船艉，导致该船在不到一分钟的时间里便垂直倾斜沉没。大约二十分钟后，科尔特在罗科尔西北偏北约265海里（491）处再向同一船队的一艘油轮发射鱼雷，却击中了其后方的英国货船乌斯克桥号（Uskbridge）。鱼雷命中右舷靠近舰桥的位置，导致其船艏率先沉没。13:36，U-93号最后向这艘弃船射出“致命一击”，导致其断成两截后沉没。在这天针对OB-228号船队的行动中，该艇曾遭到对方的三次袭击：清晨，三艘护航舰共投下19枚深水炸弹；10:15，另一艘护航舰也投下7枚深水炸弹；至夜间，一架桑德兰水上飞机又投下1枚炸弹，但U-93号都毫发无损地幸存下来。经过为期二十天、水面3,600海里（6,700）和水下300海里（560）的航行，科尔特于10月25日15:20抵达德占法国的圣纳泽尔。
U-93号的第二次巡逻于11月7日09:30离开圣纳泽尔，前往北海海峡以西的北大西洋游弋，至11月29日17:17返回洛里昂。在这次为期二十三天、水面4,240海里（7,850）和水下254海里（470）的航行中，没有船只被击沉或击伤。12月9日，该艇在盟军对洛里昂港的空袭中受损，不得在船坞接受维修。直到1941年1月11日出发的第三次巡逻，科尔特才再度取得战功，当时他率艇前往北海海峡和爱尔兰岛西部的北大西洋游弋。1月29日03:48，SC-19号护航队中的英国货轮罗伯特王号（King Robert）在罗科尔以南海域遭U-93号以鱼雷击沉。七分钟后，科尔特又在罗科尔西南约150海里（280）处发射一枚鱼雷击中同船队中的英国万吨级油轮W·B·沃克号（W.B. Walker）船舯部。后者被护航舰安东尼号和阿拉伯号拖走，但至2月1日断成两截。其后半截于2月6日被护航舰的炮火击沉，后半截则于2月13日沉没。1月29日04:05，身处SC-19号船队71号阵位的希腊货船埃卡特里妮号（Aikaterini）左舷后部也被U-93号发射的一枚鱼雷击中，在罗科尔西南偏南约111海里（206）处沉没。该船在被鱼雷击中之前曾试图撞击潜艇。
2月3日17:21，此前因天气恶劣而自1月26日起便从SC-20号护航队掉队的英国货船狄俄涅二号（Dione II），在55°40′N 14°23′W / 55.667°N 14.383°W处遭到德国空军第40轰炸机联队一架Fw-200兀鷹飞机的轰炸，并轻微受损。U-93号目睹了这次袭击，它在大约五个小时前发现了这艘轮船，并曾于14:10发射鱼雷，但未能命中。23:00，科尔特试图用炮火攻击，但巨浪阻碍了甲板炮的使用，他们在短暂的战斗中只发射了20毫米炮，便被对方察觉并从轮船的船艉炮发射了一枚炮弹，只得中断攻击。4日04:40，U-93号在月落后再度袭击狄俄涅二号，其甲板炮的第一发炮弹击中舰桥，使对方的船艉炮和高射炮失效。随着船舯部发生火灾，狄俄涅二号停了下来，但潜艇经验不足的炮手依然很难命中船只，直到第一值更官亲自操作火炮。6时许，货船在阿伦群岛西北遭到30发命中水线后沉没。2月10日，隶属英国皇家辅助空军第502中队的一架惠特利重型轰炸机发现了U-93号，并实施轰炸和扫射，导致潜艇严重受损。科尔特遂被迫提前终止为期三十四天、水面约5,400海里（10,000）和水下170海里（310）的航行，于2月14日11:30返抵洛里昂。是次巡逻过后，U-93号进入船厂接受为期三个月的整修，其88毫米炮被移除，空隙造成的损伤也得到修复。
U-93号的最后一记战功于第四次巡逻期间取得，当时科尔特率艇于5月3日20:30从洛里昂出发，前往格陵兰岛东南部的北大西洋游弋。在此次行动中，该艇曾于5月8日至26日加入“西方狼群”，意图以集群方式袭击盟军的护航队。5月21日凌晨，科尔特发现了前一天已损失七艘船的HX-126号护航队，他花了几个小时试图进入可以发动攻击的阵位，但当鱼雷最终发射时，却没有击中预期的目标油轮。在05:22进行的第二轮攻击中，两枚鱼雷分别射向一艘货轮和一艘油轮，但再次双双射失。然而，瞄准货轮的鱼雷于05:29命中了荷兰油轮伊卢萨号（Elusa）。油轮被击中后，其货物立即着火，无法再依靠自身动力航行，且与最近的拖船的距离太远，最终在58°30′N 38°10′W / 58.500°N 38.167°W处沉没。6月3日，德国补给舰贝尔兴号（Belchen）为U-93号加注了燃料，但前者却在行动中遭英国轻巡洋舰肯尼亚号和奥罗拉号击沉。经过为期三十八天、水面约6,700海里（12,400）和水下272海里（504）的航行，U-93号于6月10日08:40返抵圣纳泽尔。
在接下来的几次巡逻中，U-93号分别去往摩洛哥以西、直布罗陀和亚速尔群岛附近的大西洋中部，以及爱尔兰岛以西、纽芬兰岛和开普雷斯附近的北大西洋游弋。期间尽管曾加入四个狼群作战，但没有再对任何舰船造成伤害。1941年12月23日19:35，U-93号在海军中尉霍斯特·埃尔费的指挥下离开圣纳泽尔，前往直布罗陀以西和马德拉群岛以北的北大西洋执行第七次巡逻，从此再未归航。1942年1月8日左右，该艇接到命令，执行袭击计划于1月11日左右从直布罗陀前往英国的护航队任务，埃尔费遂迅速驶向直布罗陀。至1月15日清晨，英国驱逐舰拉福雷号和赫斯珀洛斯号已在距护航队左舷船艏约18海里（33）处就位，不久之后，赫斯珀洛斯号利用雷达装置获得了2,700米外的位置信息。它调头全速前进，用主炮开火，并打开直径达25厘米的大型探照灯。光束探测到一艘行驶速度约为17節（31每小時）的潜艇，那是埃尔费的U-93号。拉福雷号随即加入追击，但赫斯珀洛斯号遥遥领先，掠过U-93号的右舷并投下了5枚引信设置为15米的深水炸弹。爆炸将埃尔费和其他几人从舰桥上抛入水中，并卡住了司令塔舱口，其余船员则被困在甲板下。海水渗入蓄电池，致使氯气逸出。艇内充斥着致命烟雾，甲板下的人员拼命想打开舱口，直到最后一刻才成功。赫斯珀洛斯号派出了登艇小队，但U-93号在人员到达之前便已沉没，沉没地点大致位于马德拉群岛东北的36°40′N 15°52′W / 36.667°N 15.867°W处。赫斯珀洛斯号救起埃尔费和其他35名幸存者，拉福雷号则接走4人，另有6名船员阵亡。

## 袭击历史摘要
| 日期           | 船名         | 船籍 | 吨位   | 结局 |
| -------------- | ------------ | ---- | ------ | ---- |
| 1940年10月15日 | 胡鲁努伊号   | 英国 | 9,331  | 击沉 |
| 1940年10月17日 | 多卡号       | 挪威 | 1,168  | 击沉 |
| 1940年10月17日 | 乌斯克桥号   | 英国 | 2,715  | 击沉 |
| 1941年1月29日  | 埃卡特里妮号 | 希腊 | 4,929  | 击沉 |
| 1941年1月29日  | 罗伯特王号   | 英国 | 5,886  | 击沉 |
| 1941年1月29日  | W·B·沃克号   | 英国 | 10,468 | 击沉 |
| 1941年2月4日   | 狄俄涅二号   | 英国 | 2,660  | 击沉 |
| 1941年5月21日  | 伊卢萨号     | 荷蘭 | 6,235  | 击沉 |

## 脚注
1. ↑  威廉生，第11頁.
2. ↑  加洛普，第74頁.
3. 1 2  Gröner 1991，第43–46頁.
4. ↑  加洛普，第72頁.
5. 1 2 3 4  . U-Boot-Archiv Wiki.   [2024-12-23]. （原始内容存档于2024-12-07）.
6. 1 2  Helgason, Guðmundur. . uboat.net.   [2024-12-23]. （原始内容存档于2024-05-19）.
7. ↑  Högel，第51頁.
8. 1 2  Helgason, Guðmundur. . German U-boats of WWII - uboat.net.   [2024-12-23]. （原始内容存档于2020-09-24）.
9. ↑  Helgason, Guðmundur. . German U-boats of WWII - uboat.net.   [2024-12-23].
10. ↑  Helgason, Guðmundur. . German U-boats of WWII - uboat.net.   [2024-12-23].
11. ↑  Helgason, Guðmundur. . German U-boats of WWII - uboat.net.   [2024-12-23]. （原始内容存档于2024-07-22）.
12. ↑  Helgason, Guðmundur. . German U-boats of WWII - uboat.net.   [2024-12-23]. （原始内容存档于2024-08-04）.
13. ↑  Helgason, Guðmundur. . German U-boats of WWII - uboat.net.   [2024-12-23]. （原始内容存档于2022-08-18）.
14. ↑  Helgason, Guðmundur. . German U-boats of WWII - uboat.net.   [2024-12-23]. （原始内容存档于2022-08-16）.
15. ↑  Helgason, Guðmundur. . German U-boats of WWII - uboat.net.   [2024-12-23]. （原始内容存档于2023-06-08）.
16. ↑  Helgason, Guðmundur. . German U-boats of WWII - uboat.net.   [2024-12-23]. （原始内容存档于2022-12-09）.
17. ↑  Helgason, Guðmundur. . German U-boats of WWII - uboat.net.   [2024-12-23]. （原始内容存档于2008-08-30）.
18. ↑  Helgason, Guðmundur. . German U-boats of WWII - uboat.net.   [2024-12-23]. （原始内容存档于2008-09-07）.
19. ↑  Helgason, Guðmundur. . German U-boats of WWII - uboat.net.   [2024-12-23]. （原始内容存档于2021-05-17）.
20. ↑  Blair，第572頁.